# ماكس شوالتر
ماكس شوالتر (بالإنجليزية: Max Showalter)‏ هو عازف بيانو وممثل أمريكي، ولد في 2 يونيو 1917 في الولايات المتحدة، وتوفي بنفس المكان في 30 يوليو 2000 بسبب سرطان.

## أعمال

### أفلام
- (1952) بأغنية في قلبي
- (1957) امرأة التصميمات
- (1960) إلمر جانتري
- (1984) سباق مع القمر

## وصلات خارجية
- ماكس شوالتر على موقع IMDb (الإنجليزية)
- ماكس شوالتر على موقع ميوزك برينز (الإنجليزية)
- ماكس شوالتر على موقع قاعدة بيانات برودواي على الإنترنت (الإنجليزية)
- ماكس شوالتر على موقع إن إن دي بي (الإنجليزية)
- ماكس شوالتر على موقع قاعدة بيانات الفيلم (الإنجليزية)